# Galis: Connect
Galis: Connect è il secondo film israeliano basato sulla serie televisiva Galis Summer Camp trasmessa sul canale televisivo HOT. Il film è stato distribuito nei cinema israeliani il 14 aprile 2016 mentre in Italia è ancora inedito. Il film ha anche una propria colonna sonora eseguita da Harel Skaat.

## Trama
Jonathan, ormai stanco di essere il prescelto, riceve un'offerta da Lark Timian, proprietario della società "Connect", per entrare nel mondo Fantarktikh pieno di divertimento, intrattenimento e shopping, dove ognuno è libero di fare quello che vuole grazie ad un apposito chip. Danny, però, scopre che si tratta di una truffa per controllare la mente umana e cerca di salvarlo.